# Myosorex varius
Myosorex varius — вид землерийок із родини мідицевих (Soricidae). Він зустрічається в Лесото, Південній Африці та Есватіні. Його природні середовища існування включають ліси помірного поясу, сухі савани, чагарникову рослинність середземноморського типу та луки помірного поясу.

## Опис
Вид досягає довжини близько 12,5 см з хвостом 4,3 см і середньою масою близько 12 г. У Квазулу-Наталі та регіоні Дракенсберга самці більші за самок, але в Капській колонії статі мають схожі розміри. Ця землерийка вкрита коротким щільним хутром, темно-сірим або коричневим зверху і більш блідим знизу.

## Поширення і середовище проживання
Батьківщиною лісової землерийки є ПАР, Лесото та Есватіні. У гірських районах це часто найпоширеніший дрібний ссавець, але рідше зустрічається в прибережних районах. Він зустрічається в широкому діапазоні первинних і вторинних середовищ існування, включаючи ліси, луки, чагарники, напівпустелі, кару та фінбос.

## Біологія
Вид викопує неглибоку нору або захоплює нору іншого дрібного ссавця. Комплекс ходів має кілька входів і гніздову камеру з сухими травами. Ці землерийки є територіальними, і гніздуючу пару землерийок часто можна знайти в гнізді.
M. varius веде переважно нічний спосіб життя і є комахоїдною, але її раціон також включає будь-яких дрібних безхребетних, яких вона може знайти, включаючи дощових черв'яків, багатоніжок, ракоподібних і павуків. На вид полюють сипухи, болотні мангусти, смугасті ласки, смугасті тхори. Щоб уникнути хижаків, він проводить більшу частину часу в своїй норі і виходить лише тоді, коли йому потрібно поїсти або випорожнитися.
Період розмноження різний. У деяких регіонах розмноження відбувається цілий рік, але в інших це пов'язано з більшою кількістю опадів, які відбуваються влітку, тоді як незвичайно волога погода в інші пори року може викликати подальшу репродуктивну активність.
Відомо, що дощові черв'яки біоакумулюють свинець, і виявлено, що рівень свинцю в лісових землерийок підвищується, коли вони поїдають заражених дощових черв'яків. Це дозволяє використовувати землерийок як біоіндикатори забруднення важкими металами.